# الشرج (المقاطرة)

تعديل مصدري - تعديل

الشرج هي إحدى قرى عزلة معبق بمديرية المقاطرة التابعة لمحافظة لحج، بلغ تعداد سكانها 425 نسمة حسب تعداد اليمن لعام 2004.